# Darrgrässtarr
Darrgrässtarr (Carex brizoides) är en halvgräsart som beskrevs av Carl von Linné. Enligt Catalogue of Life ingår Darrgrässtarr i släktet starrar, och familjen halvgräs, men enligt Dyntaxa är tillhörigheten istället släktet starrar, och familjen halvgräs. Arten förekommer tillfälligt i Sverige, men reproducerar sig inte. Inga underarter finns listade i Catalogue of Life.

## Bildgalleri

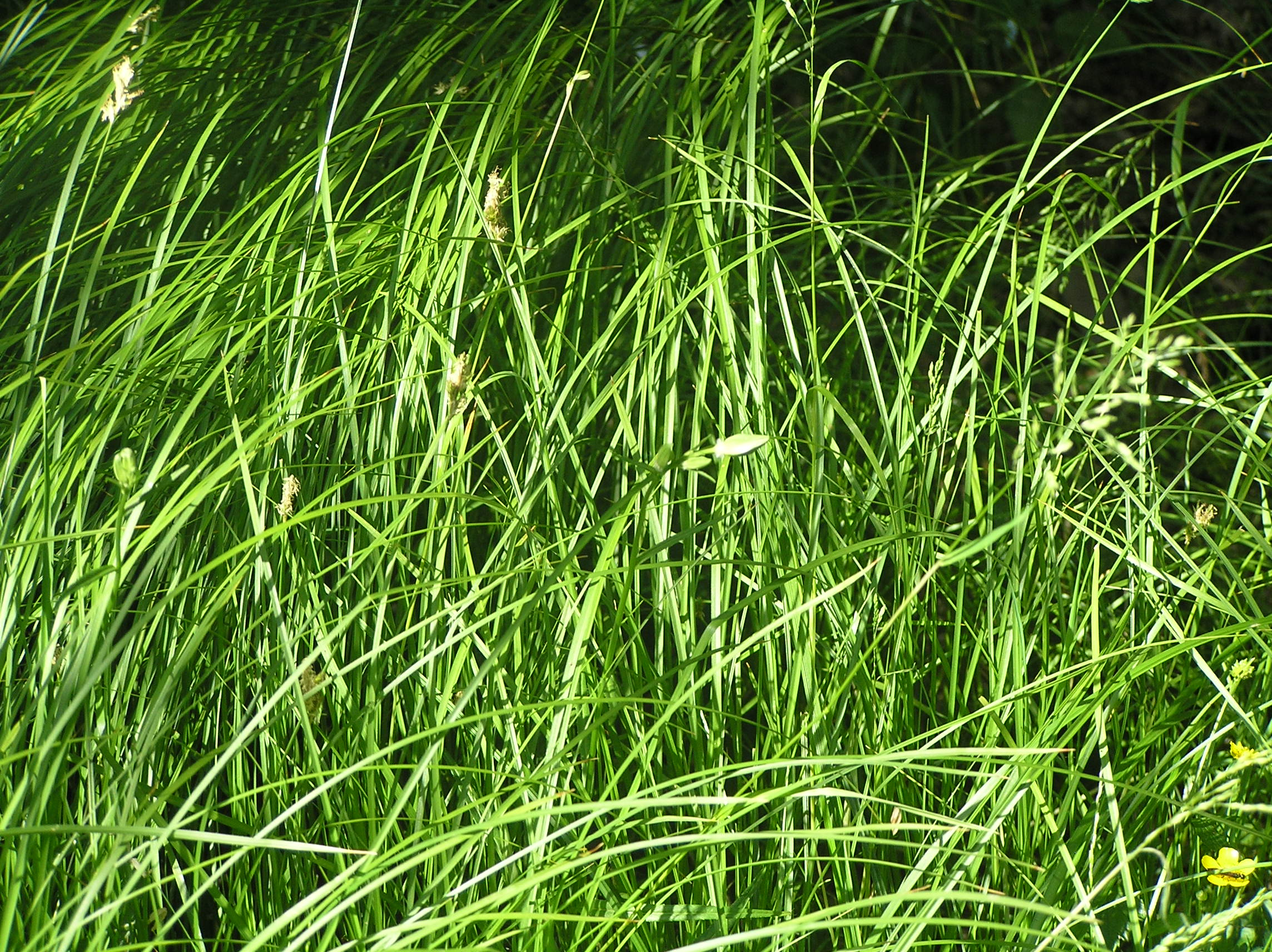
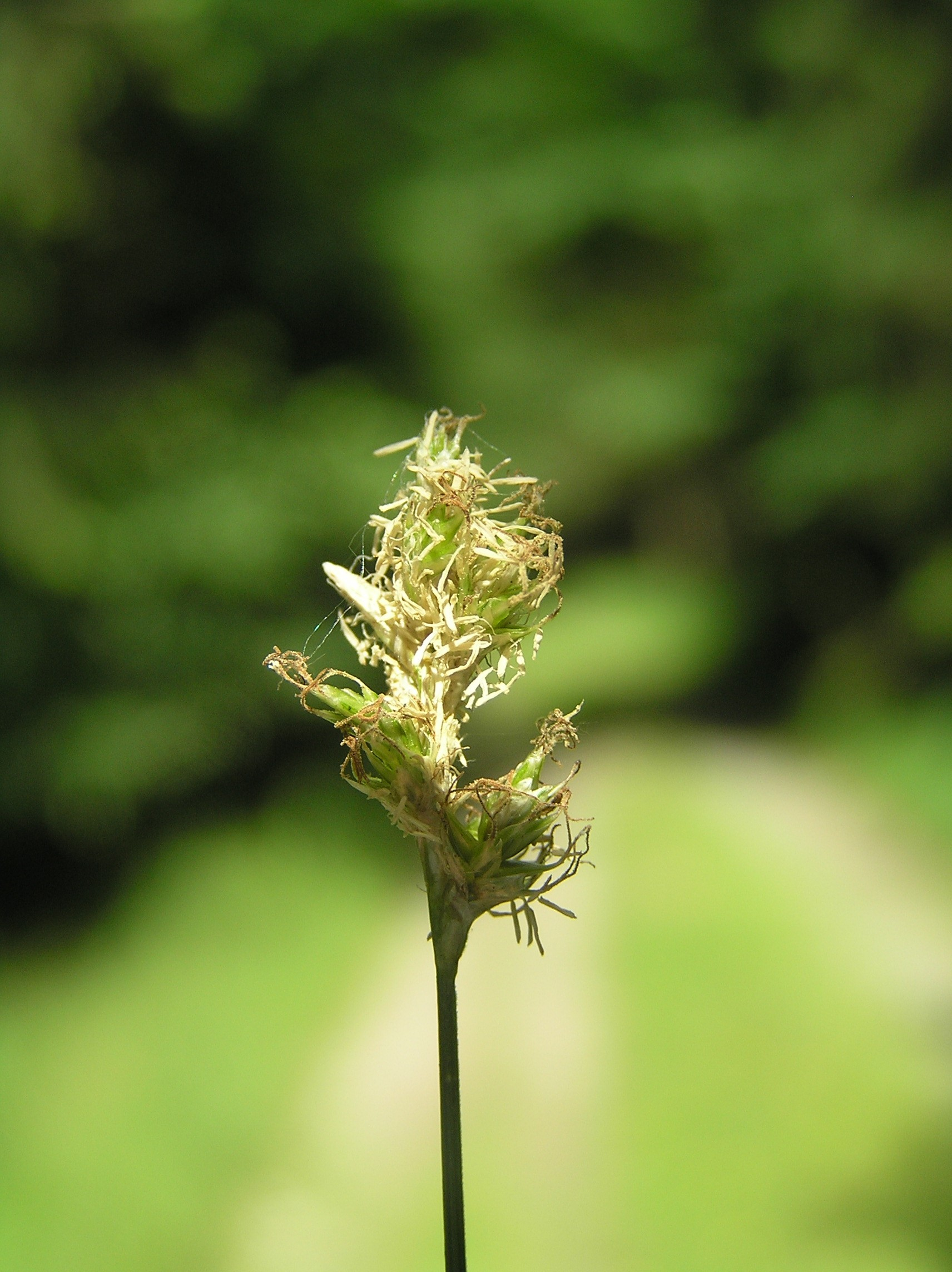
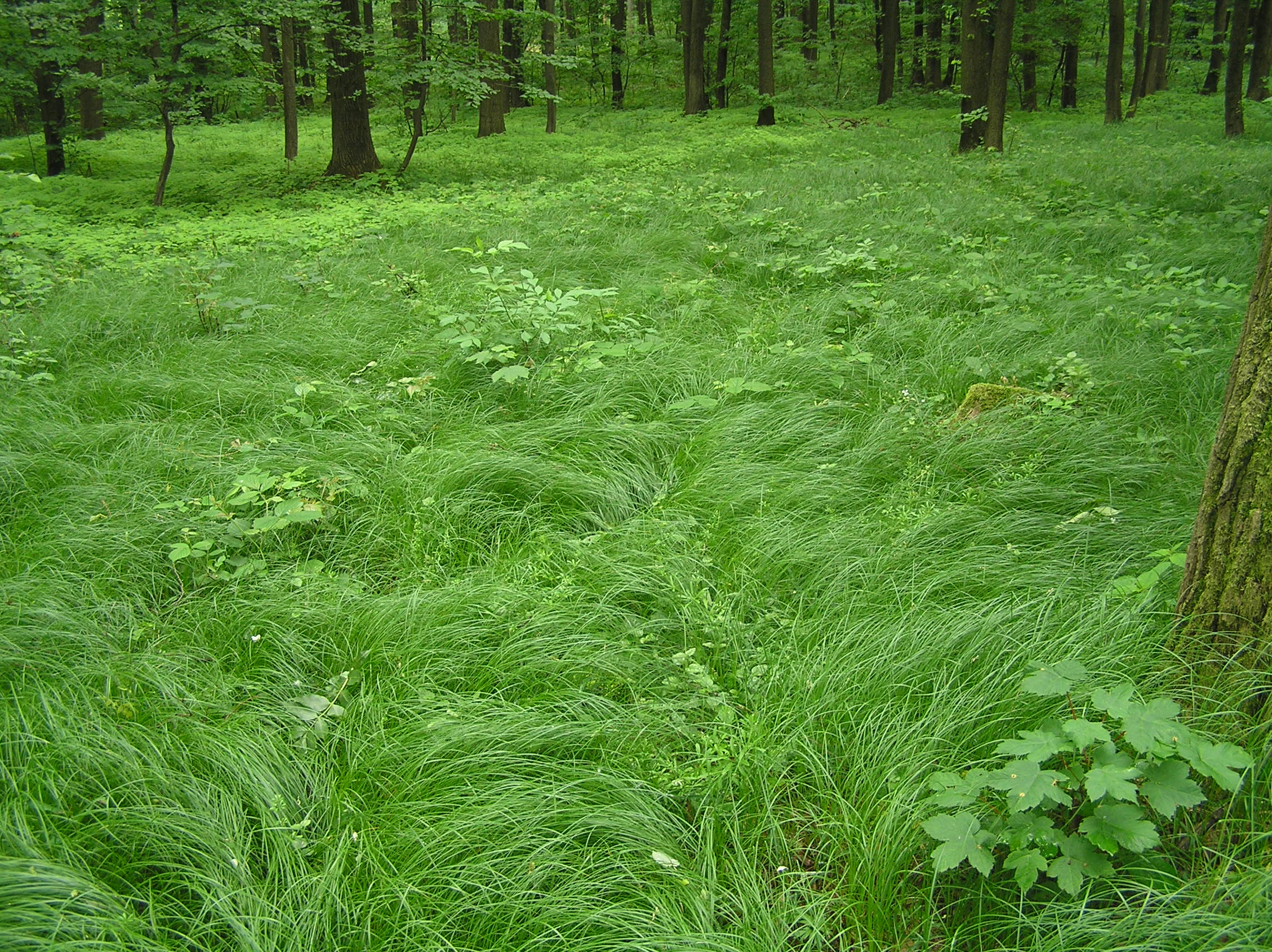
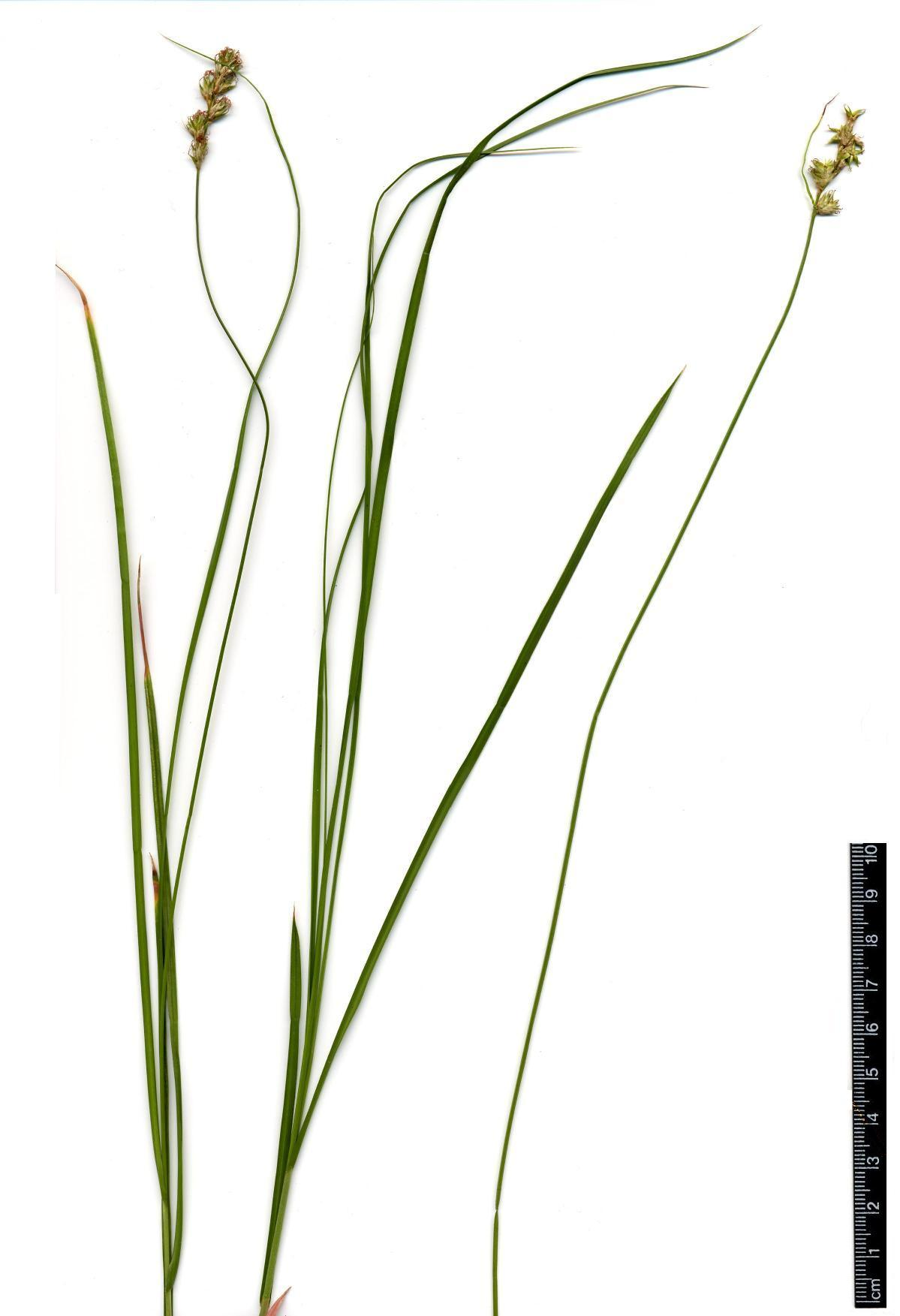
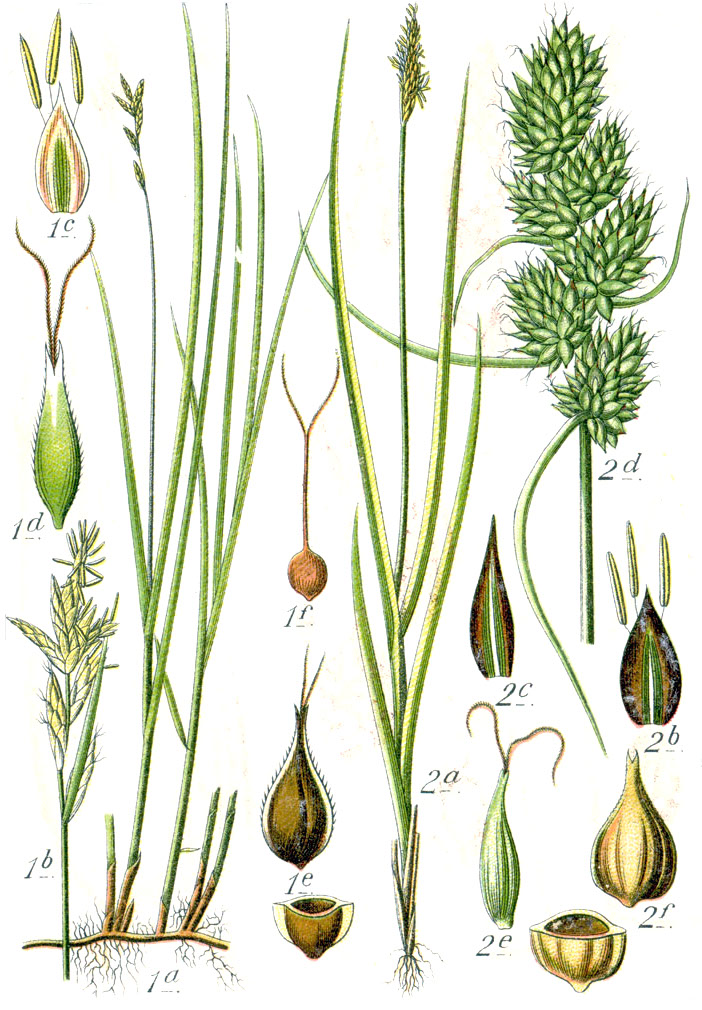